# Szamoshát
Szamoshát Szatmár egyik kistája, a Szamos folyó alsó folyása mentén.

## Leírása
A Gutin-hegység után, Szinérváraljánál a Szatmári-síkságra kiért Szamos folyó Mátészalkáig terjedő szakasza mentén mindkét parton fekvő településeket körülfogó táj neve: Olcsvaapáti, Panyola, Szamoskér, Kérsemjén, Nábrád, Szamosszeg, Tunyogmatolcs, Győrtelek, Ököritófülpös, Rápolt egészen a Románia területéhez került Szatmárnémetiig a közelebbi és távolabbi Szamos menti falvak sorolhatók a Szamosháthoz.
A Szamoshát egykori központja, régi vásáros helye Szatmárnémeti volt.
Lakosságának túlnyomó része magyar, de keleti felén románok is laknak.
A trianoni békeszerződés után a terület egy része Romániához került.
A Szamos mente híres gyümölcstermő terület, a falvak alatti gyümölcsöseivel, gyümölcserdőivel, a szilva és a szatmári szilvapálinka hazája.

## Földrajza
A Szamos gyakori mederváltozásai, a folyó mentén az évenkénti áradások által lerakott homokból, iszapból kialakult, úgynevezett folyóhátat nevezzük Szamoshátnak, mely az Ecsedi-lápot keletről 3-4 km szélességben szegélyezi, a terület környezeténél 2-3,5 méterrel magasabban fekszik.